# Hallwylska museet
Hallwylska museet (även kallat Hallwylska palatset) är ett svenskt statligt kulturhistoriskt museum som är inrymt i Hallwylska palatset i kvarteret Skravelberget mindre vid Hamngatan 4 på Norrmalm i Stockholm. Museet öppnade 1938 och innehåller Wilhelmina von Hallwyls stora samlingar konst, antikviteter, vapen, porslin och silver som hon anskaffat till sitt hem. Samlingen omfattar över 50 000 väl dokumenterade föremål. Utöver samlingen av föremål är även husets interiör att betrakta som ett museum som visar ett privathem från sekelskiftet 1900 med dåtidens inredning och bevämligheter.
Palatset uppfördes som stockholmsbostad åt Walther och Wilhelmina von Hallwyl och stod färdigt 1898. De testamenterade 1920 byggnaden och inventarierna till svenska staten. Museet ingick i myndigheten Livrustkammaren och Skoklosters slott med Stiftelsen Hallwylska museet mellan 1978 och 2017. Sedan årsskiftet 2017/2018 ingår det i myndigheten Statens historiska museer. Den 1 december 2015 förklarades fastigheten som lagskyddat byggnadsminne. Fastigheten anses av Stadsmuseet i Stockholm representera "synnerligen höga kulturhistoriska värden" och är blåmärkt.

## Historik
| Wilhelmina och Walther von Hallwyl. |  | Wilhelmina och Walther von Hallwyl. |
| Wilhelmina och Walther von Hallwyl. |  |                                     |

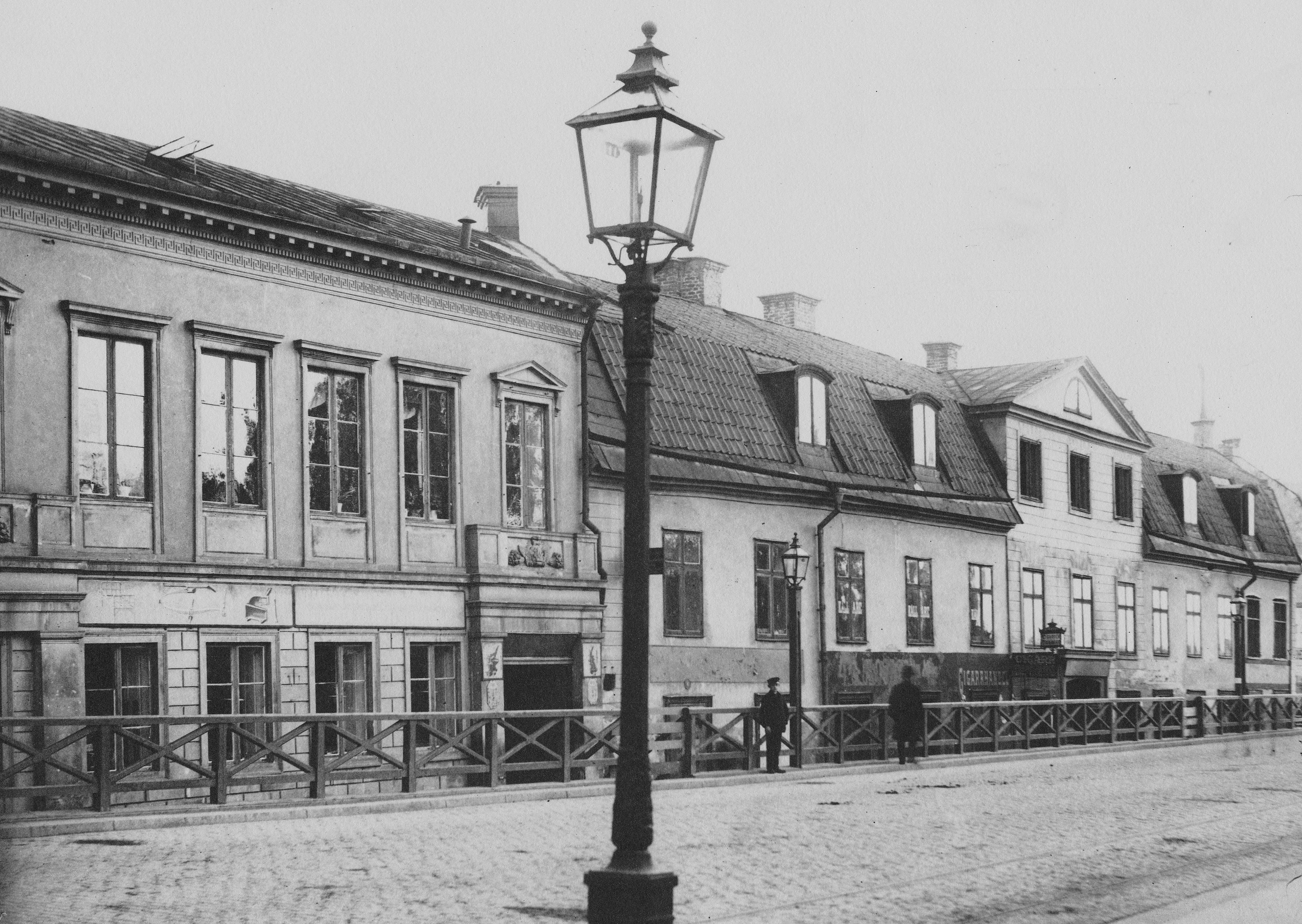
Husen vid Hamngatan omkring 1890. Dubois hus (t.v.) och Norrmalmskällaren.

Makarna von Hallwyl var hyresgäster i Fersenska palatset när de köpte tomten i kvarteret Skravelberget mindre vid Hamngatan. Birger Jarlsgatan och Strandvägen hade börjat projekteras som Stockholms nya paradgator och kvarteret skulle bebyggas med påkostade stenhus. I kvarteret fanns då förfallna gathus och verkstäder. Ett av husen vid Hamngatan hade tillhört en stenhuggare vid namn Dubois.
Intill låg värdshuset ”Norrmalmskällaren” och i anslutning till den några fallfärdiga trälängor som kallades ”Hammerska rucklen”. De hade sitt namn efter den förmögne juveleraren och konstsamlaren Christian Hammer som förvärvat området på spekulation för 170 000 kronor. Han hade köpt flera tomter med strategiskt läge längs den planerade Birger Jarlsgatan och Skravelberget mindre var en av dem. När Birger Jarlsgatan sedan anlades fick Stockholms stad betala honom 750 000 kronor för marken.
Paret Hallwyl önskade få köpa en tomt längre österut i kvarteret Sjömannen (nuvarande Thalia) mot Strandvägen som Stockholms stad ägde. Staden ville behålla tomten för att bygga ett eget praktverk i de nya kvarteren och 10 år senare började Dramaten byggas på den tomten. Greveparet ville ha ett nytt boende bland annat för att de inte kom överens med ägaren till Fersenska palatset, Nils Georg Sörensen, om elektrifieringen av våningen. Dessutom önskade grevinnan få utrymme för sina samlingar.
Grevinnan var mycket engagerad i byggandet av huset, enligt egen utsago för att hon försatt chansen vid iordningställandet av parets första hem på Erikslunds herrgård i Södermanland som greven iordningställde. Hon hade inte sett det huset innan de flyttade in eftersom det traditionellt var mannens uppgift. Varje lördag och onsdag var hon med, och hade åsikter, när arkitekten Isak Gustaf Clason inspekterade byggnationen.
Byggnaden som kom att omfatta över 2 000 kvadratmeter och ett 40-tal rum byggdes redan från början till greveparet eftersom döttrarna redan var vuxna och hade lämnat hemmet. Makarna själva kallade aldrig byggnaden för palatset utan sa ”Hamngatan 4” eller helt enkelt ”Huset”.

## Byggnaden
Huset uppfördes som stockholmsbostad åt Walther och Wilhelmina von Hallwyl efter ritningar av Isak Gustaf Clason och dennes medarbetare Albert Collett. Paret flyttade in i den nyuppförda byggnaden 1898. Arkitekten hade tidigare byggt direktörsvillan vid bruket Ljusne-Woxna AB i Hälsingland till familjen. Palatset i Stockholm och villan i Ljusne uppfördes av byggnadsingenjören och byggmästaren Carl Widell.

### Exteriör

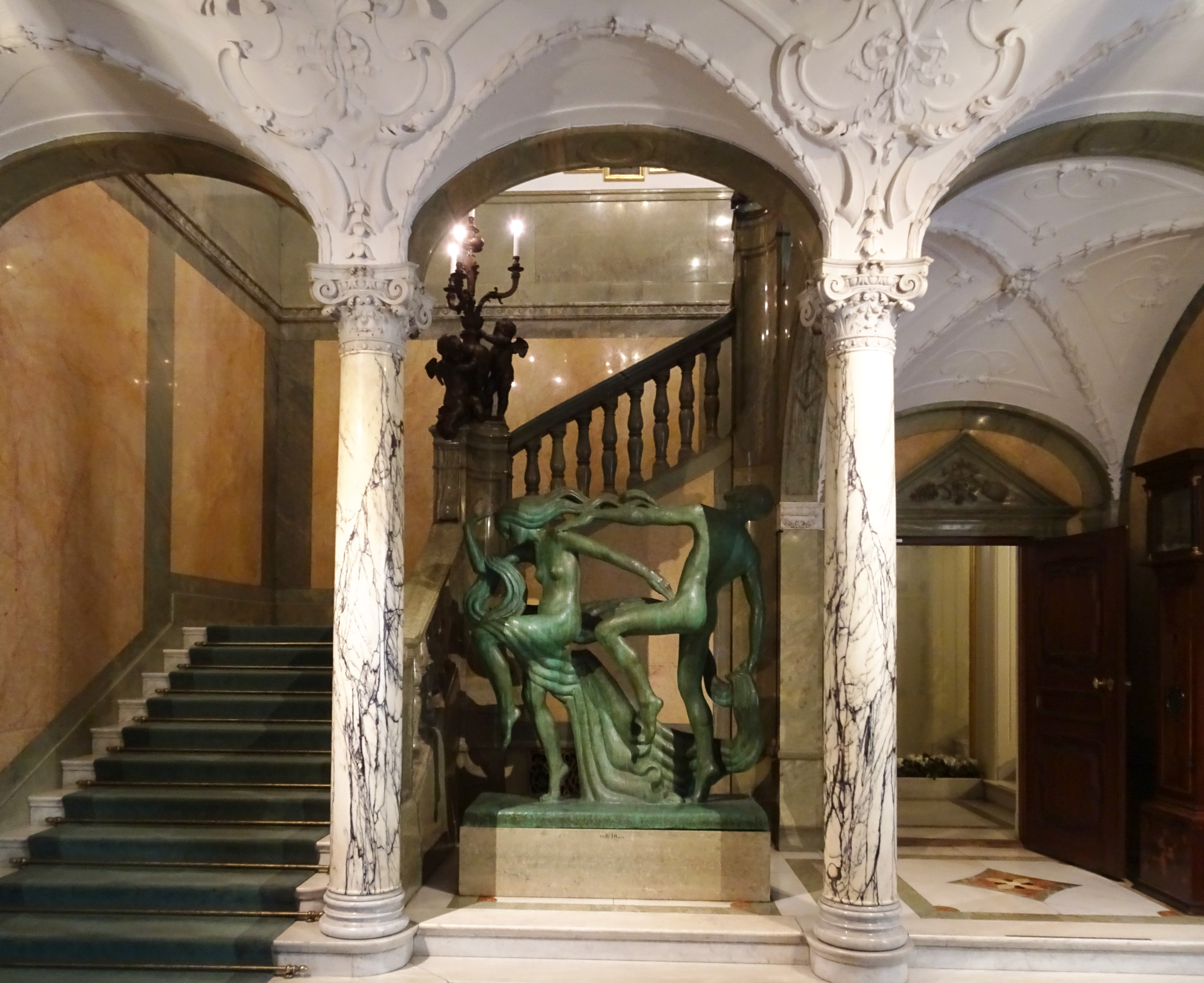
Huvudtrappan.

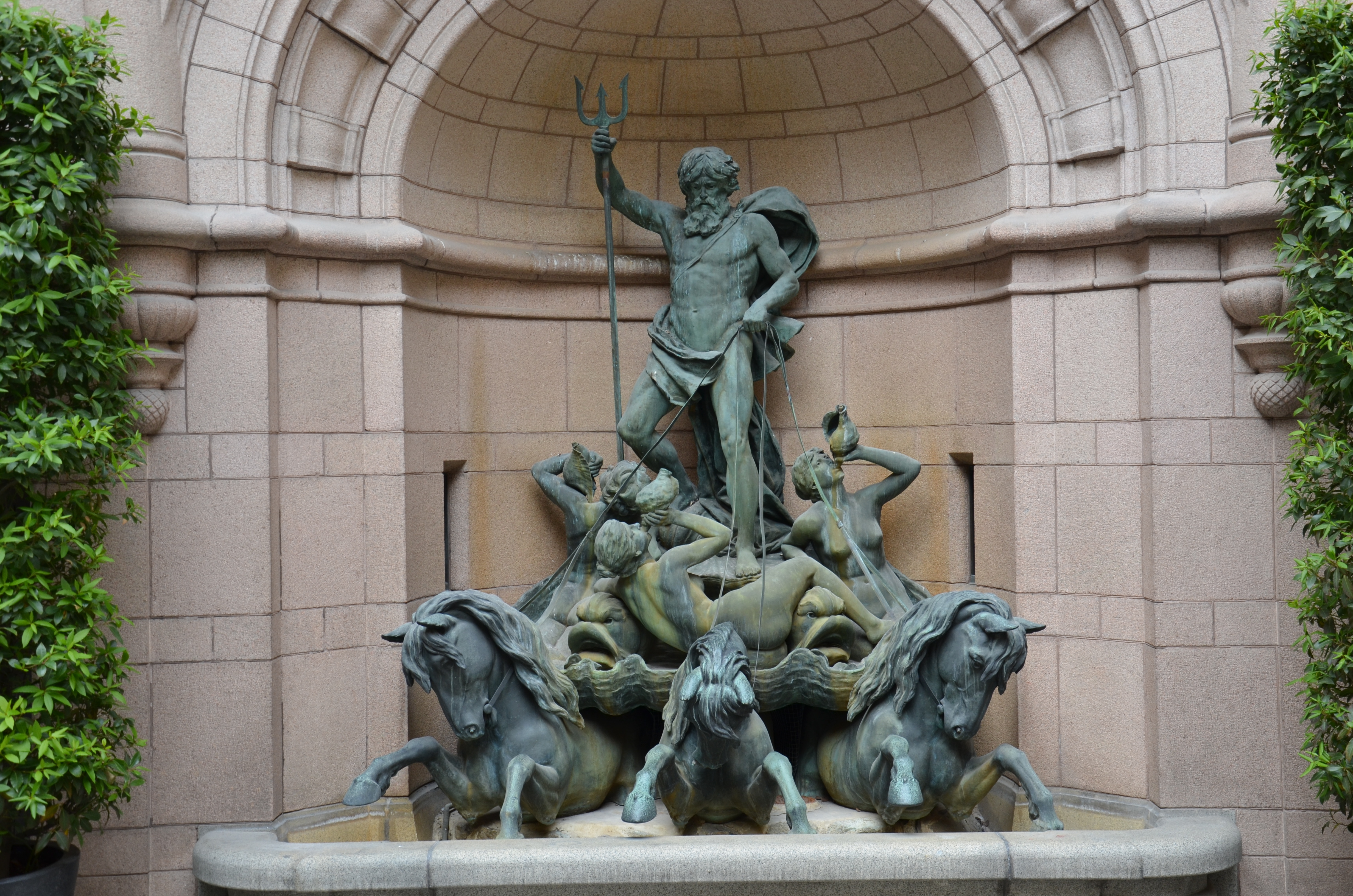
Neptunus av Gusten Lindberg.

Byggnadens gatufasad har en sockel utförd i röd granit vilket går igen i portomfattningen. I övrigt är gatufasaden utförd i röd gävlesandsten. Gårdsfasaderna är utförda med sockel, omfattningar kring portar och fönster samt listverk och hela fondpartiet av granit. Murytorna är putsade och gården är helt kringbyggd. Gatuarkitekturen, gårdsarkitekturen och formgivningen i portgången mellan gata och gård har spanska-venetianska motiv och förebilder.

### Interiör

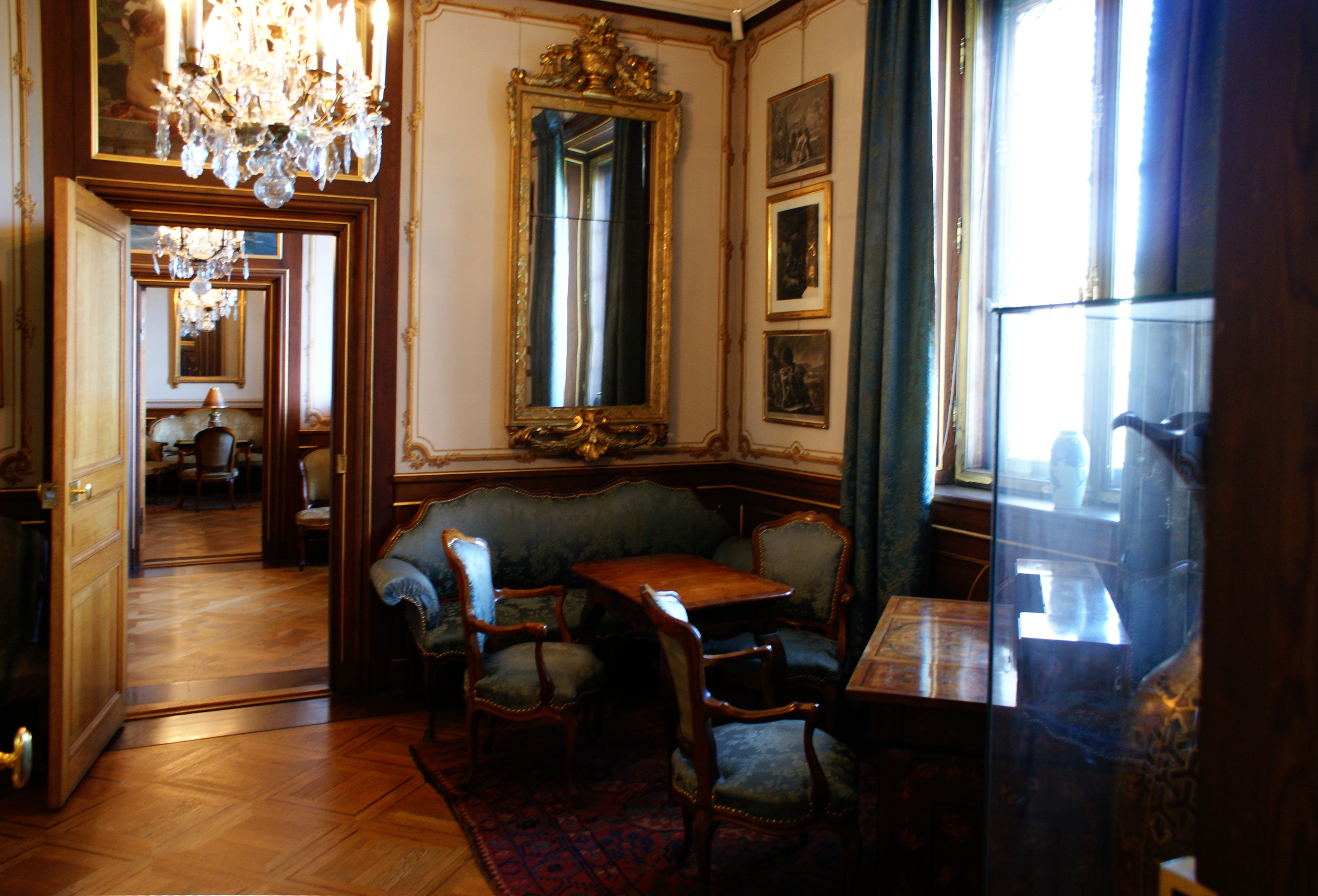
Gästrum i fil.

Byggnadens omkring 40 rum är fördelade över fem våningsplan. Köket och tillhörande utrymmen ligger under marknivån, medan bottenvåningen innehåller mottagningsrum, kapprum samt i östra flygeln kontorsrum ursprungligen avsedda för familjeföretaget. På våningen en trappa upp ligger sällskapsrummen, och sovrum och badrum är förlagda två trappor upp. Vindsvåningen inreddes med kägelbana, tavelgalleri och grevinnans gymnastikrum.
Palatset var en av de mest påkostade svenska privatbostäderna kring sekelskiftet 1900. Byggnaden kostade totalt 2,5 miljoner kronor för att uppföras och renoveras, vilket kan jämföras med Johanneskyrkan som byggdes vid samma tidpunkt för ca 800 000 kronor. Form- och innehållsmässigt representerar byggnaden det sena 1800-talets historieromantiska arkitektur. Inredningarna uppvisar en rad historiska stilar med dyrbara materialval, med antikviteter från barock- och rokokotiden exklusiv inredning och konstnärlig utsmyckning. Det mesta köptes från Bukowskis men även från kontakter i Europa under parets resor.
Mycket av möblerna som inte köptes in som antikviteter ritades av arkitekten Isak Gustaf Clason för att passa den övriga inredningen, bland annat parets sängar och de 36 matsalsstolarna. För snickeriarbetena anlitades sedan i första hand snickarmästare Carl Herman Benckert Jr.
Plafonderna i Stora salongen gjordes av konstnären Julius Kronberg som även anlitades för andra dekorativa målningar i både interiör och tavlor. Julius Kronberg har målat flera porträtt av familjemedlemmarna. Även hans elev Nils Asplund står för flera verk, både porträtt och interiör. Det är Nils Asplund som gjort takmålningen i Tavelgalleriet.
Huset möblerades efter klassiska stilideal medan den samtida jugendstilen inte alls fanns representerad i hemmet. 
För husets uppvärmning installerades centralvärme som i de delar av huset där sådan saknades kompletterades med kakelugnar. Vissa rum försågs med öppen spis.
Förutom centralvärme finns andra moderniteter i huset som redan vid uppförandet hade elektrisk belysning i alla rum, en personhiss, en matvaruhiss och ett badrum med rinnande varmt vatten, badkar och dusch. Redan 1929 införskaffades två stycken kylskåp, tillverkade av General Motors, till köket. Personhissen installerades år 1896 sent i byggnadsfasen och användes sedan sällan. Den var ur funktion mellan åren 1909 och 1920, för att återigen börja användas av greven när hans hälsa försämrades. Grevinnan ogillade hissen och föredrog trapporna. Ironiskt nog så avled hon i sviterna av ett fall i en av byggnadens trappor vid 86 års ålder.

## Museet

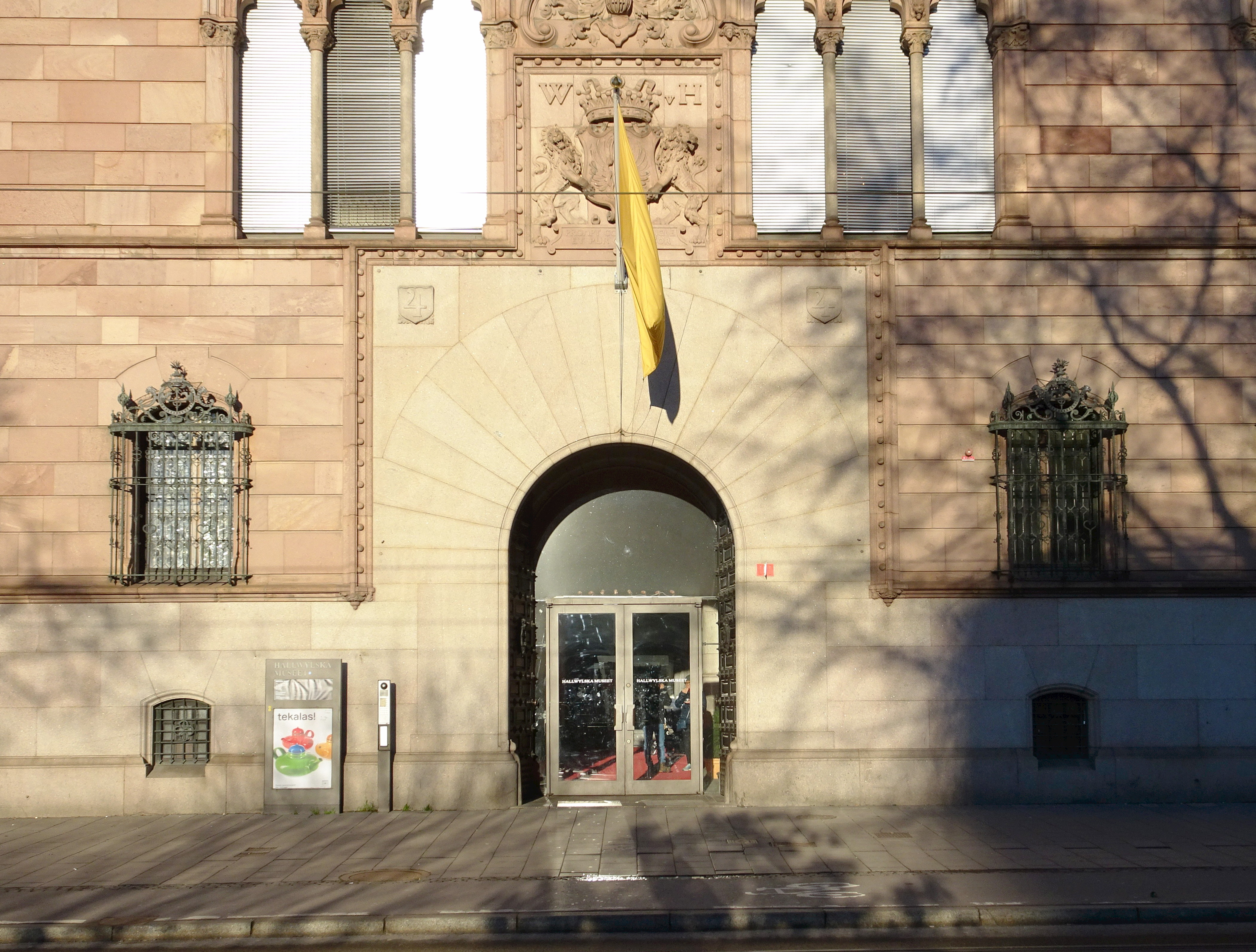
Entrén från Hamngatan.

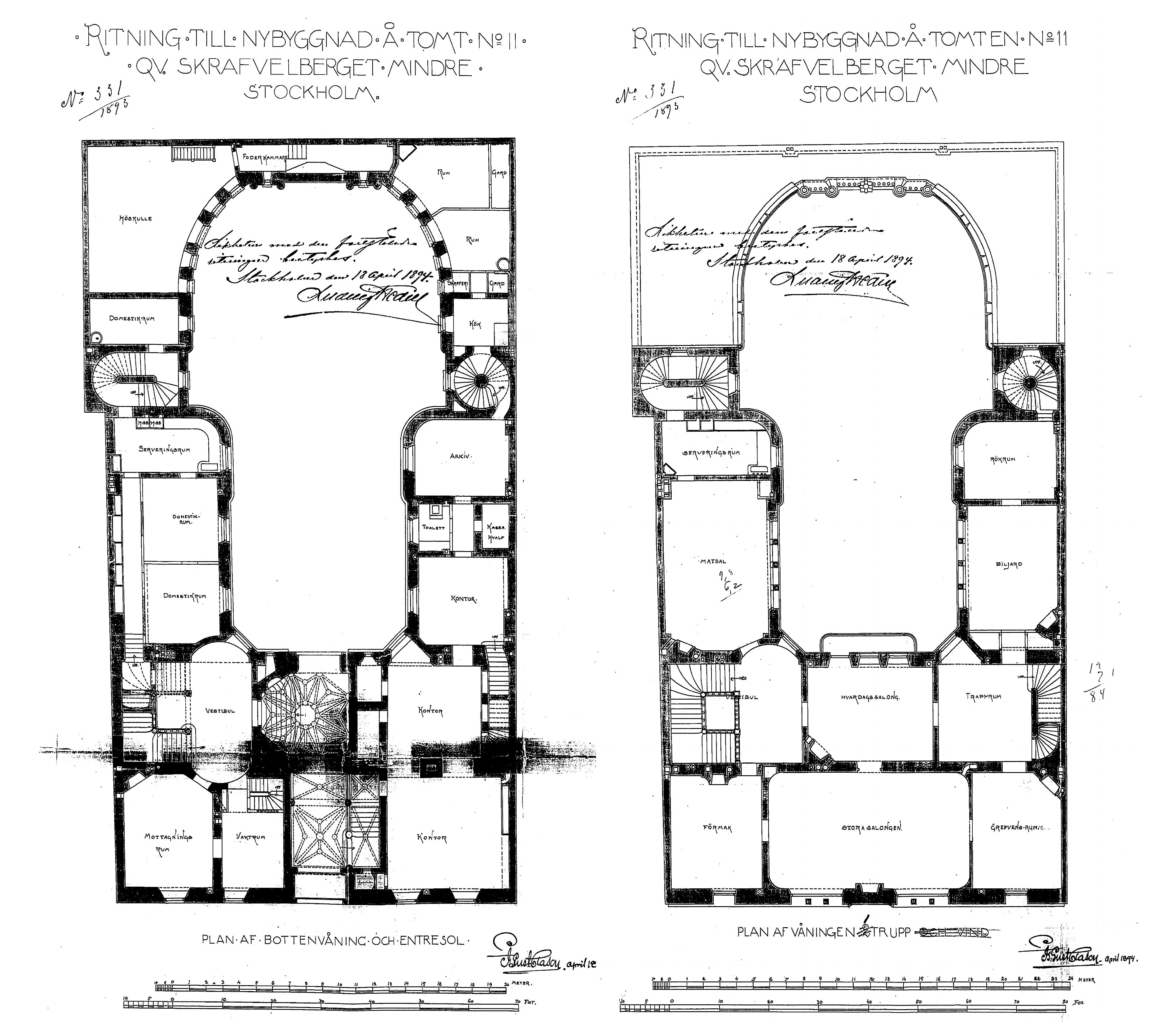
Ritning bottenvåning och våning 1 trappa

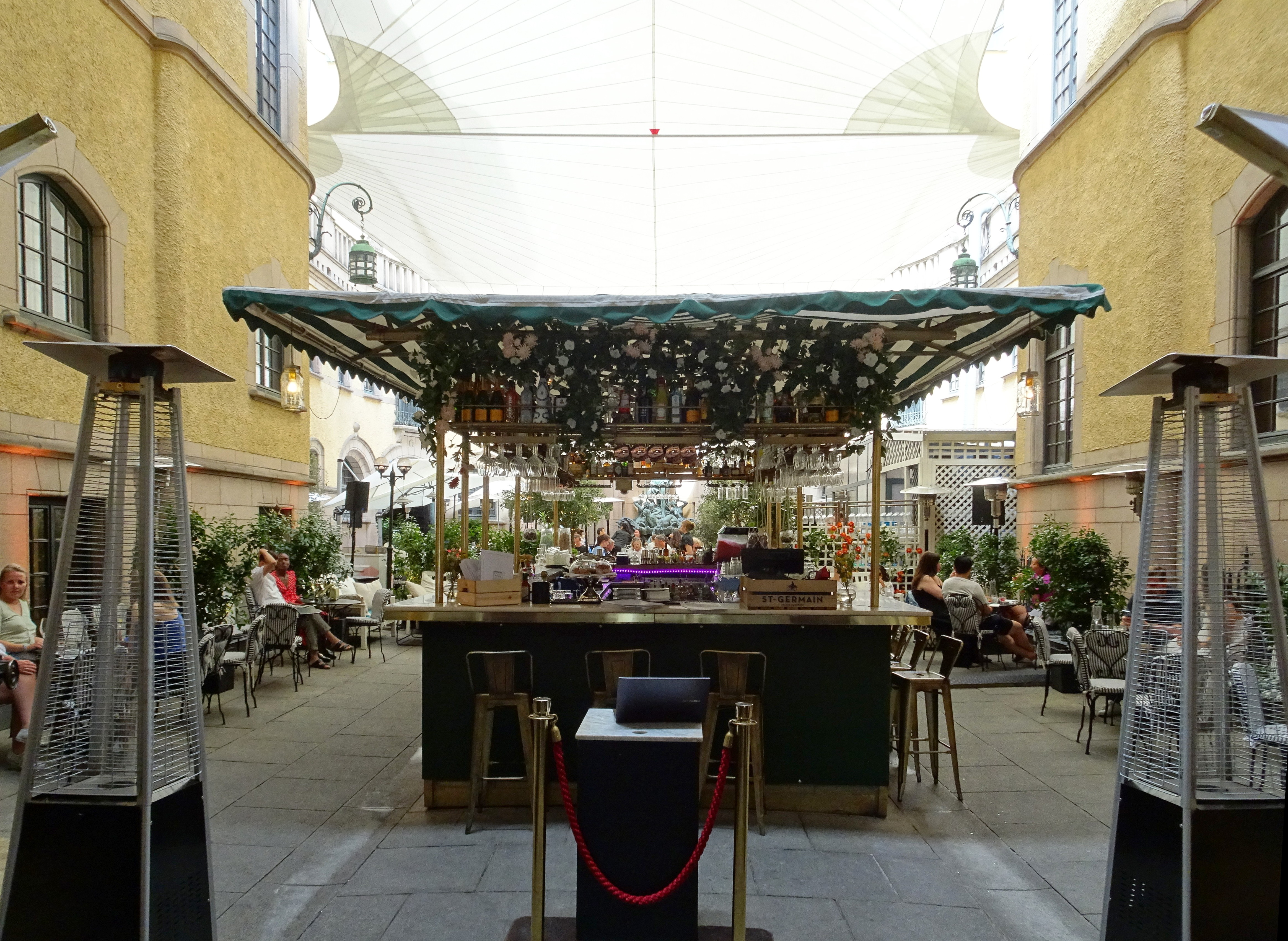
Museets restaurang i innergården.

Wilhelmina von Hallwyl hade anskaffat stora samlingar konst, antikviteter, vapen, porslin och silver och bestämde tidigt att bevara sitt hem som museum. Det första föremålet i hennes samlingar är ett snäckskal som hon fick av sin far som barn. Föremålet är fortfarande kvar som en del av hennes snäcksamling.
Från början avsåg hon att bara skänka sina samlingar till staten. Senare reviderade hon gåvan till att förutom gälla samlingarna omfatta hela huset och visa hemmiljön inklusive vardagsföremålen. Tanken var att bevara och visa ett patricierhem i Stockholm under sekelskiftet 1900. Enligt donationsbrevet skulle huset visas "orubbat" och visas som det varit när grevparet bodde i huset.
Beslutet blev offentligt 1920 och överlämnandet gjordes officiellt nyåret 1921. Grevparet skulle få nyttja huset tills deras död och därefter skulle samlingarna och byggnaden öppnas för allmänheten. Maken dog redan 1921, men grevinnan och flera anställda, arbetade med att katalogisera samtliga föremål i huset. Samtliga föremål märktes också med inventarienummer, även föremål som användes eller stod framme. Förutom katalogiserandet förbereddes samlingarna på andra sätt för att kunna visas. Grevinnan gjorde upp planer för hur avspärrningsrepen skulle dras och lät göra glashuvar och monterluckor till delar av samlingarna. Samlingarna hade också blivit så stora att de tog över flera rum som varit avsedda för annat, till exempel placerades montrar och vitrinskåp både på kägelbanan och i gymnastikrummet. Klot, käglor och redskap finns fortfarande fullt synliga eller något skymda.
Katalogen blev inte klar förrän 1955, den bestod då av 78 band som trycktes i 110 exemplar. Förutom de exemplar som finns i Hallwylska museet och ett exemplar till Kungliga biblioteket skickades katalogen ut till flera av världens museer och bibliotek. Hela katalogen har digitaliserats och finns tillgänglig på museets hemsida.
Grevinnan avled 1930 och museet öppnades för allmänheten år 1938. I stadgarna är stipulerat att museets chef skulle vara kvinna, filosofie doktor och av protestantisk tro. Den första chefen var Eva Bergman och hon innehade tjänsten till 1973. Därefter har bland andra Magnus Hagberg varit museichef.

## Fotogalleri

Interiör
Stora salongen.
Rökrummet.
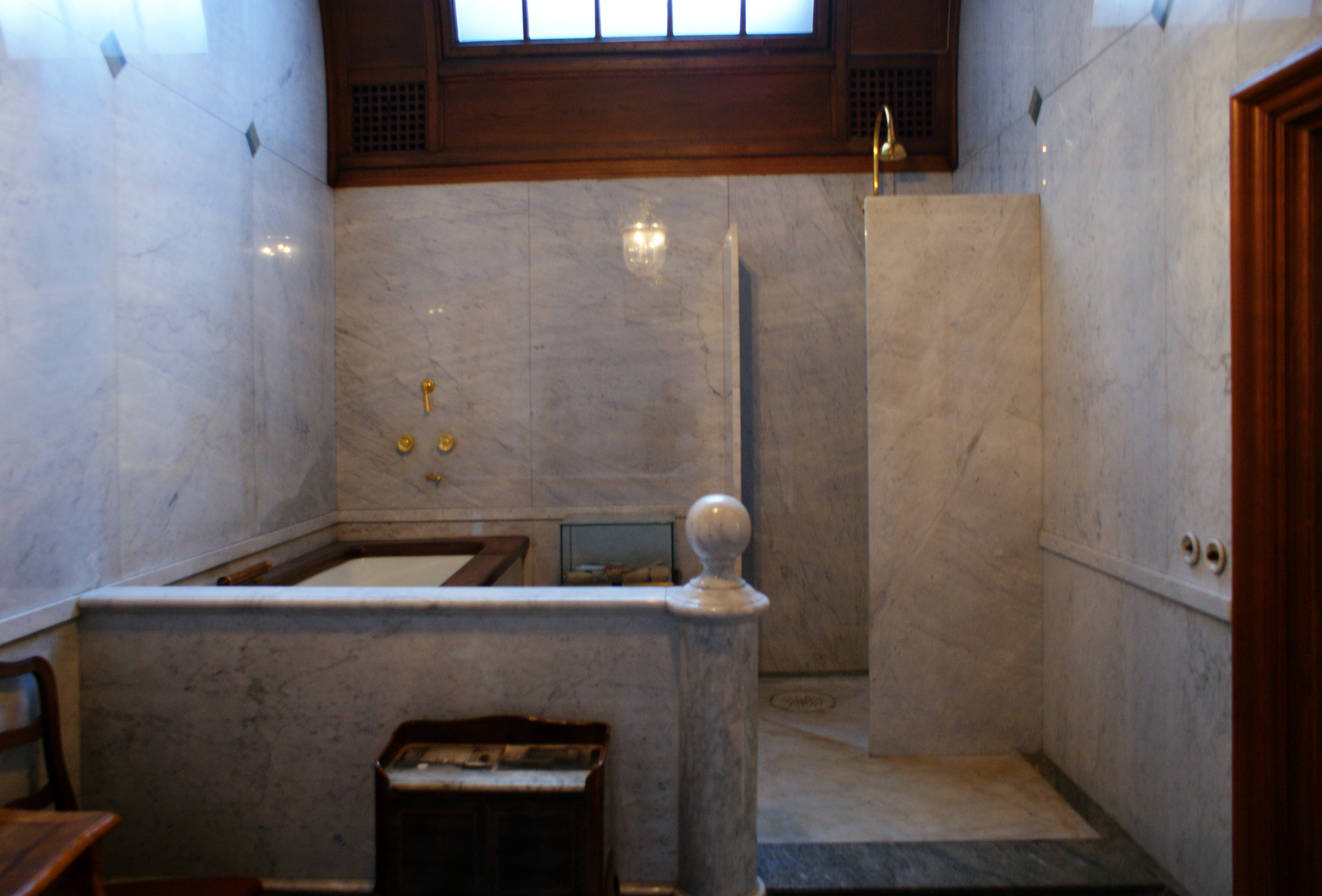
Badrum i marmor med dusch och varmvatten.
Köket.

Serveringsrummet.
Porslinsrummet.
Butiken.
Tavelgalleriet.